# Sundbybergs folkhögskola

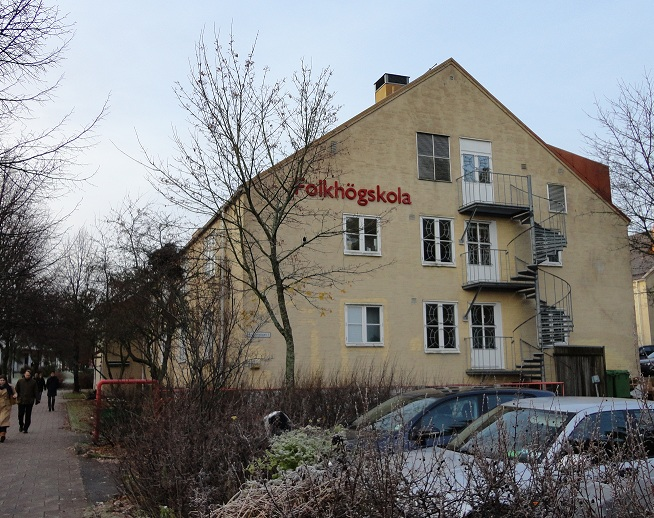
Sundbybergs folkhögskola

Sundbybergs folkhögskola är en av tre folkhögskolor som drivs av Stiftelsen Stockholms folkhögskola med Folkuniversitetet som huvudman.
Sundbybergs folkhögskola har sitt ursprung i Stockholms borgarskola, bildad 1836. Stockholms Folkhögskola bildades sedan 1926 och S:t Eriks Folkhögskola startade 1971 mitt i Stockholm. Efter diverse delningar och sammanslagningar finns nu Sundbybergs Folkhögskola sedan 1997 i Rissne i Sundbyberg.
Sundbybergs folkhögskola har ca 270 studerande och en humanistisk och skapande profil. Kurserna har tre olika inriktningar.
- Allmän kurs vänder sig till vuxna som saknar grundskole- eller gymnasieutbildning och är ett alternativ till komvux för att få grundläggande behörighet att söka vidare till högskola eller andra högre studier.
- Kurser med svenska som andraspråk.
- Specialkurser med skapande inriktning inom film, musik, skrivande och teater.